# Xestospongia testudinaria
Xestospongia testudinaria là một loài động vật thân lỗ trong họ Petrosiidae. Loài này được tìm thấy ở Philippines, Australia, tây và trung bộ Ấn Độ Dương, Indonesia, bán đảo Mã Lai và New Caledonia.

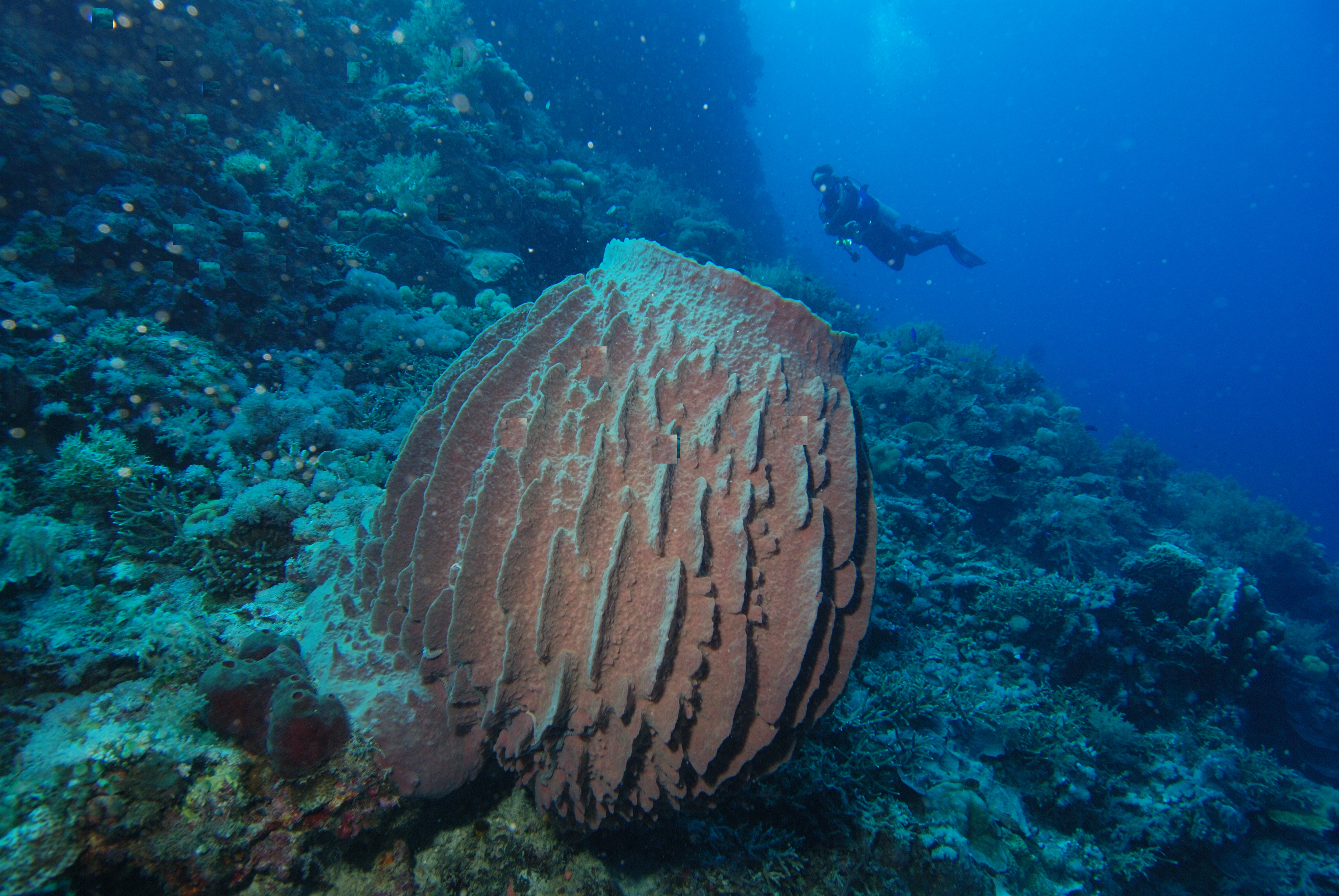

Loài này có màu từ nâu sẫm đến hồng, lỗ ống màu trắng nhạt. Trong khu vực bãi triều, loài này có đường kính khoảng 10–20 cm, và là cao khoảng 10–20 cm.